# 2018年アブダビグランプリ
2018年アブダビグランプリ (2018 Abu Dhabi Grand Prix) は、2018年のF1世界選手権第21戦(最終戦)として、2018年11月25日にヤス・マリーナ・サーキットで開催された。
正式名称は「FORMULA 1 2018 ETIHAD AIRWAYS ABU DHABI GRAND PRIX」。

## レース前
本レースでピレリが供給するドライタイヤのコンパウンドは、スーパーソフト、ウルトラソフト、ハイパーソフトの3種類。
マクラーレンは、本年限りでF1を去るフェルナンド・アロンソのMCL33、ヘルメット、レーシングスーツにそれぞれ特別カラーリングを施す。カルロス・サインツJr.は幼年時代からのヒーローであったアロンソに敬意を表し、ヘルメットにアロンソのカーナンバー「14」を付けた。
2019年シーズンの動向
- 11月22日 - ウィリアムズは、リザーブドライバーのロバート・クビサを来季の正ドライバーに起用することを正式に発表。2010年以来9年ぶりのF1復帰となる。これにより、ジョージ・ラッセルとのラインナップが確定[7]。セルゲイ・シロトキンの離脱も決まった[8]。
- 11月23日 - メルセデスは、フォース・インディアに所属しているエステバン・オコンを2019年のリザーブドライバーに起用することを決定した。ローレンス・ストロールがフォース・インディアを買収したことで、息子のランス・ストロールが同チームへ移籍することが確実視され、セルジオ・ペレスの残留も決まっていたため、ルノー、マクラーレン、ウィリアムズとの移籍交渉を行ったが、いずれも失敗に終わっていた[9]。

## エントリーリスト
2019年のF1世界選手権に参加しないことが決まっているフェルナンド・アロンソ、エステバン・オコン、ストフェル・バンドーン、マーカス・エリクソン、セルゲイ・シロトキンは、ひとまず本レースが最後の出走となる。なお、本年はシーズン途中でのドライバー交代が1回も行われなかった。

## フリー走行
金曜午前のFP1で、ルイス・ハミルトンがカーナンバー「1」をマシンのノーズに付けて走行した。ハミルトンはチャンピオンドライバーのみが使用できる「1」を付けることを好まなかったが、チームメンバーの願いを受けたことで使用許可を求め、特例として認められた。なお、エンジンカバーのナンバーは「44」のままで、FP2以降はノーズも「44」に戻している。ハミルトンはFP1でピットレーンに入る際にピット入口の白線を横切ったため、2回目の戒告処分を受けている。
FP3の終了間際にロマン・グロージャンとピエール・ガスリーが接触し審議対象となったが、お咎めなしとなった。なお、このFP3の時点で既にガスリーの電気系統に問題が発生しており、予選でもパワーユニットの問題が発生することになる。

## 予選
2018年11月24日 17:00 GST(UTC+4) 晴(ドライ)
ルイス・ハミルトンが今季11回目のポールポジションを獲得し、メルセデスの2台がフロントローを独占した。ピエール・ガスリーはQ1でパワーユニットにトラブルが発生してマシンを止め、17位でQ1敗退となった。なお、決勝はアメリカGPで使用した中古のパワーユニットを使用するためグリッド降格を免れ、全車予選順位通りのスターティンググリッドとなる。最後の予選となったフェルナンド・アロンソは予選を15位で終え、18位でQ1敗退となったストフェル・バンドーンを上回り、今シーズンの全21戦でバンドーンに全勝した。今シーズンでチームメイトに全勝したのはアロンソのみである。

### 結果
| Pos.                | No. | ドライバー                 | コンストラクター                | Q1       | Q2       | Q3       | Grid |
| ------------------- | --- | -------------------------- | ------------------------------- | -------- | -------- | -------- | ---- |
| 1                   | 44  | ルイス・ハミルトン         | メルセデス                      | 1:36.828 | 1:35.693 | 1:34.794 | 1    |
| 2                   | 77  | バルテリ・ボッタス         | メルセデス                      | 1:36.789 | 1:36.392 | 1:34.956 | 2    |
| 3                   | 5   | セバスチャン・ベッテル     | フェラーリ                      | 1:36.775 | 1:36.345 | 1:35.125 | 3    |
| 4                   | 7   | キミ・ライコネン           | フェラーリ                      | 1:37.010 | 1:36.735 | 1:35.365 | 4    |
| 5                   | 3   | ダニエル・リカルド         | レッドブル-タグ・ホイヤー       | 1:37.117 | 1:36.964 | 1:35.401 | 5    |
| 6                   | 33  | マックス・フェルスタッペン | レッドブル-タグ・ホイヤー       | 1:37.195 | 1:36.144 | 1:35.589 | 6    |
| 7                   | 8   | ロマン・グロージャン       | ハース-フェラーリ               | 1:37.575 | 1:36.732 | 1:36.192 | 7    |
| 8                   | 16  | シャルル・ルクレール       | ザウバー-フェラーリ             | 1:37.124 | 1:36.580 | 1:36.237 | 8    |
| 9                   | 31  | エステバン・オコン         | フォース・インディア-メルセデス | 1:36.936 | 1:36.814 | 1:36.540 | 9    |
| 10                  | 27  | ニコ・ヒュルケンベルグ     | ルノー                          | 1:37.569 | 1:36.630 | 1:36.542 | 10   |
| 11                  | 55  | カルロス・サインツ         | ルノー                          | 1:37.757 | 1:36.982 |          | 11   |
| 12                  | 9   | マーカス・エリクソン       | ザウバー-フェラーリ             | 1:37.619 | 1:37.132 |          | 12   |
| 13                  | 20  | ケビン・マグヌッセン       | ハース-フェラーリ               | 1:37.934 | 1:37.309 |          | 13   |
| 14                  | 11  | セルジオ・ペレス           | フォース・インディア-メルセデス | 1:37.255 | 1:37.541 |          | 14   |
| 15                  | 14  | フェルナンド・アロンソ     | マクラーレン-ルノー             | 1:37.890 | 1:37.743 |          | 15   |
| 16                  | 28  | ブレンドン・ハートレイ     | トロ・ロッソ-ホンダ             | 1:37.994 |          |          | 16   |
| 17                  | 10  | ピエール・ガスリー         | トロ・ロッソ-ホンダ             | 1:38.166 |          |          | 17   |
| 18                  | 2   | ストフェル・バンドーン     | マクラーレン-ルノー             | 1:38.577 |          |          | 18   |
| 19                  | 35  | セルゲイ・シロトキン       | ウィリアムズ-メルセデス         | 1:38.635 |          |          | 19   |
| 20                  | 18  | ランス・ストロール         | ウィリアムズ-メルセデス         | 1:38.682 |          |          | 20   |
| 107% time: 1:43.549 |     |                            |                                 |          |          |          |      |
| ソース:             |     |                            |                                 |          |          |          |      |

## 決勝
2018年11月25日 17:10 GST(UTC+4) 晴(ドライ)
ルイス・ハミルトンがポール・トゥ・ウィンで今季11勝目を挙げた。ベッテルはレース終盤にファステストラップを出して2位。フェラーリとしてはラストレースを飾ったキミ・ライコネンは7周目にスローダウンし、ホームストレートでマシンを止めた。それでもドライバーズランキング3位をキープし、フェラーリ勢のドライバーズランキング2-3が決まった。またフェラーリ勢は今季唯一、全戦入賞を達成したチームとなった。バルテリ・ボッタスはレース中盤にタイヤをロックしてしまい、ベッテルとマックス・フェルスタッペンに抜かれて5位でレースを終え、今季3強チームのドライバーで唯一の未勝利となった。フェルスタッペンは3位表彰台を獲得してボッタスを2ポイント上回るランキング4位を決めた。6位はルノーのカルロス・サインツ、7位はザウバーのシャルル・ルクレール。トロ・ロッソのピエール・ガスリーは10位を走行中にまたしてもパワーユニットのトラブルに見舞われ、リタイアに終わった。
ウイニングランではハミルトンとベッテル、そしてこのレース限りでの引退を発表していたアロンソもドーナツターンを披露した。

### 展開
レース開始直後、ロマン・グロージャンとニコ・ヒュルケンベルグが接触し、ヒュルケンベルグのマシンは裏返しとなってフェンスに直撃した。ヒュルケンベルクは裏返しになった車体をマーシャルに元に戻してもらい、自力でマシンを降りた。マシンの性能に苦しむバルテリ・ボッタスは後続に次々と抜かれ、39週目にはDRSを使用したダニエル・リカルドにかわされ5位にまでポジションを落とした。47週目、エステバン・オコンはエンジンブローからピットインしたものの、ピットレーンで止まってしまう。マシンのセットアップに助けられたルクレールが7位まで順位を上げた。今シーズンでF1を去るセルゲイ・シロトキンは最下位でレースを終えた。

### 結果
| Pos.    | No. | ドライバー                 | コンストラクター                | 周回数 | タイム/リタイア原因 | Grid | Pts. |
| ------- | --- | -------------------------- | ------------------------------- | ------ | ------------------- | ---- | ---- |
| 1       | 44  | ルイス・ハミルトン         | メルセデス                      | 55     | 1:39:40.382         | 1    | 25   |
| 2       | 5   | セバスチャン・ベッテル     | フェラーリ                      | 55     | +2.581              | 3    | 18   |
| 3       | 33  | マックス・フェルスタッペン | レッドブル-タグ・ホイヤー       | 55     | +12.706             | 6    | 15   |
| 4       | 3   | ダニエル・リカルド         | レッドブル-タグ・ホイヤー       | 55     | +15.379             | 5    | 12   |
| 5       | 77  | バルテリ・ボッタス         | メルセデス                      | 55     | +47.957             | 2    | 10   |
| 6       | 55  | カルロス・サインツ         | ルノー                          | 55     | +1:12.548           | 11   | 8    |
| 7       | 16  | シャルル・ルクレール       | ザウバー-フェラーリ             | 55     | +1:30.789           | 8    | 6    |
| 8       | 11  | セルジオ・ペレス           | フォース・インディア-メルセデス | 55     | +1:31.275           | 14   | 4    |
| 9       | 8   | ロマン・グロージャン       | ハース-フェラーリ               | 54     | +1 Lap              | 7    | 2    |
| 10      | 20  | ケビン・マグヌッセン       | ハース-フェラーリ               | 54     | +1 Lap              | 13   | 1    |
| 11      | 14  | フェルナンド・アロンソ     | マクラーレン-ルノー             | 54     | +1 Lap 1            | 15   |      |
| 12      | 28  | ブレンドン・ハートレイ     | トロ・ロッソ-ホンダ             | 54     | +1 Lap              | 16   |      |
| 13      | 18  | ランス・ストロール         | ウィリアムズ-メルセデス         | 54     | +1 Lap              | 20   |      |
| 14      | 2   | ストフェル・バンドーン     | マクラーレン-ルノー             | 54     | +1 Lap              | 18   |      |
| 15      | 35  | セルゲイ・シロトキン       | ウィリアムズ-メルセデス         | 54     | +1 Lap              | 19   |      |
| Ret     | 10  | ピエール・ガスリー         | トロ・ロッソ-ホンダ             | 46     | パワーユニット      | 17   |      |
| Ret     | 31  | エステバン・オコン 2       | フォース・インディア-メルセデス | 44     | パワーユニット      | 9    |      |
| Ret     | 9   | マーカス・エリクソン       | ザウバー-フェラーリ             | 24     | パワーユニット      | 12   |      |
| Ret     | 7   | キミ・ライコネン           | フェラーリ                      | 6      | 電気系統            | 4    |      |
| Ret     | 27  | ニコ・ヒュルケンベルグ     | ルノー                          | 0      | 接触                | 10   |      |
| ソース: |     |                            |                                 |        |                     |      |      |

ファステストラップ
- セバスチャン・ベッテル - 1:40.867 (54周目)

ラップリーダー
- 1-7=ルイス・ハミルトン、8-16=バルテリ・ボッタス、17-33=ダニエル・リカルド、34-55=ハミルトン

追記
- ^1 - アロンソはターン8からターン9をコースアウトしてアドバンテージを得ようとしたため、5秒ペナルティとペナルティポイント1点(合計6点)が科せられた。5秒ペナルティをピットインで消化しなかったため、レースタイムに5秒加算された[26]
- ^2 - オコンはターン17をコースアウトしてアドバンテージを得ようとしたため、5秒ペナルティとペナルティポイント1点(合計6点)が科せられた[27]

## ランキング
|   | 順位 | ドライバー                 | ポイント |
| - | ---- | -------------------------- | -------- |
|   | 1    | ルイス・ハミルトン         | 408      |
|   | 2    | セバスチャン・ベッテル     | 320      |
|   | 3    | キミ・ライコネン           | 251      |
| 1 | 4    | マックス・フェルスタッペン | 249      |
| 1 | 5    | バルテリ・ボッタス         | 247      |

|  | 順位 | コンストラクター          | ポイント |
|  | ---- | ------------------------- | -------- |
|  | 1    | メルセデス                | 655      |
|  | 2    | フェラーリ                | 571      |
|  | 3    | レッドブル-タグ・ホイヤー | 419      |
|  | 4    | ルノー                    | 122      |
|  | 5    | ハース-フェラーリ         | 93       |

- 注：ドライバー、コンストラクター共にトップ5のみ表示。